# 爱琴海
愛琴海（希臘語：Αιγαίο Πέλαγος，或）是歐洲與亞洲之間的一個細長陸緣海，位於巴爾幹半島與安納托利亞之間，長約670（420英里）、寬約390（240英里）、面積約215,000平方（83,000平方英里）。愛琴海北側經達達尼爾海峽、博斯普魯斯海峽與黑海相連，南側接地中海。愛琴海中有許多島嶼，最大島嶼克里特島、羅得島皆位於南部海域。愛琴海最深處位於克里特島東方海域，深度約3,544（11,627英尺）。

## 名稱
晚期拉丁語作家以希臘神話人物埃勾斯（Aegeus）之名，將這片海域命名為愛琴海（Aegaeus），據說埃勾斯跳入這片海域自殺（而非如某些希臘作家所宣稱，從雅典衛城跳樓自殺）。埃勾斯是傳說中的雅典國王忒修斯之父。忒修斯作為貢品前往米諾陶洛斯的迷宮時，埃勾斯告訴兒子，如果他平安歸來，就掛上白色的船帆；但忒修斯回來時卻忘了這件事，埃勾斯以為兒子死了，便絕望地跳海自殺。
羅馬帝國統治時期，這片海域的拉丁語名稱為。中世紀的威尼斯共和國商人則稱呼這片海域為（意為主要海洋），此一名稱在許多歐洲國家沿用至現代。在南斯拉夫語言中，這片海域則稱為「白海」（羅馬化：Byalo more，羅馬化：Belo more）。

## 地理

### 範圍
根據國際海道測量組織的定義，愛琴海的範圍如下：
- 南端：自小亞細亞的阿斯普羅角（Cape Aspro）連至羅得島東北角的，穿過該島連至其西南角的普拉索尼斯角（英语：Prasonisi）；接著，再連至卡尔帕索斯岛的弗龍圖斯點（Vrontos Point），穿過該島連至最南端的卡斯特利翁角（Castello Point）；接著，再連至克里特島最東端的普拉卡角（Cape Plaka），穿過該島連至最西北端的阿格里亞古拉布沙（Agria Grabusa）；接著，再連至安迪基西拉岛阿波羅塔萊角（Cape Apolitares），穿過該島連至西北角的普西拉岩（Psira Rock）；接著，再連至基西拉島的崔基利角（Cape Trakhili），穿過該島連至西北角的卡拉布賈角（Cape Karavugia）；最後，再連至摩里亞的聖瑪麗亞角（Cape Santa Maria，位於36°28′N 22°57′E / 36.467°N 22.950°E）。
- 達達尼爾海峽：自庫姆卡萊（英语：Kumkale, Çanakkale）至海麗絲岬（英语：Cape Helles）的連線。

### 水文
愛琴海的表層水受海洋環流影響，逆時針方向循環流動；鹽度低的黑海海水向地中海方向流出，鹽度高的地中海海水沿著土耳其西岸向北流動。密度高的地中海水流入黑海時下沉至深度23（75英尺）至30（98英尺），以每秒5（2.0英寸）至15（5.9英寸）經達達尼爾海峽流入馬爾馬拉海；而黑海海水則沿著愛琴海北岸向西流動，順著希臘東岸向南移動。

### 氣候

依柯本氣候分類法繪製的希臘氣候地圖。愛琴海沿岸多數地區為地中海型氣候，北部沿岸部分地區為溫帶乾旱半乾旱氣候。

愛琴海沿岸多數地區為地中海型氣候，夏季炎熱乾燥（6月至8月）、冬季溫和濕潤（11月至隔年3月），每日天氣變化較大。當地氣候深受海洋影響，海洋帶來水氣，調節濕度、溫度與風。愛琴海5月至10月受到艾特咸風吹拂，通常在7月至8月風力最大，且通常在每日上午8點至下午10點吹拂，下午2點時風力最強。
下表列出愛琴海沿岸主要城市的部分氣候特徵：
| 城市                                     | 每日平均高溫 | 每日平均高溫 | 每日平均高溫 | 每日平均高溫 | 平均雨量 | 平均雨量 | 平均雨量 | 平均雨量 | 平均雨量 | 平均雨量 |
| 城市                                     | 1月          | 1月          | 7月          | 7月          | 1月      | 1月      | 1月      | 7月      | 7月      | 7月      |
| 城市                                     | °C           | °F           | °C           | °F           | 公釐     | 吋       | 天數     | 公釐     | 吋       | 天數     |
| ---------------------------------------- | ------------ | ------------ | ------------ | ------------ | -------- | -------- | -------- | -------- | -------- | -------- |
| 亞歷山德魯波利斯                         | 8.4          | 47.1         | 30.1         | 86.2         | 60.4     | 2.38     | 6.8      | 17.6     | 0.69     | 2.5      |
| 博德魯姆                                 | 15.1         | 59.2         | 34.2         | 93.6         | 134.1    | 5.28     | 12.3     | 1.3      | 0.05     | 1.5      |
| 伊拉克利翁                               | 15.2         | 59.4         | 28.6         | 83.5         | 91.5     | 3.6      | 10.1     | 1.0      | 0.04     | 0.1      |
| 伊茲密爾                                 | 12.4         | 54.3         | 33.2         | 91.8         | 132.7    | 5.22     | 12.6     | 1.7      | 0.07     | 0.4      |
| 塞薩洛尼基                               | 9.3          | 48.7         | 32.5         | 90.5         | 35.2     | 1.39     | 8.8      | 27.3     | 1.07     | 3.8      |
| 資料來源：世界氣象組織、土耳其國家氣象局 |              |              |              |              |          |          |          |          |          |          |

### 人口聚居地
希臘與土耳其有許多城市位在愛琴海岸或島嶼上。愛琴海沿岸最大的希臘城市是該國首都雅典，最大的土耳其城市則是伊茲密爾。愛琴海諸島中人口最多的島嶼是克里特島，其次是和羅得島。

## 歷史

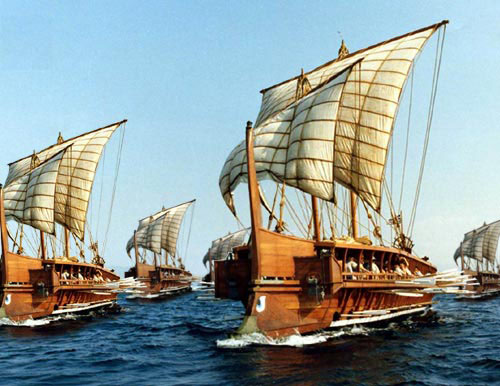
古希臘雅典城邦的三列槳座戰船艦隊。

### 遠古
愛琴海目前的海岸線約在西元前4000年左右成形。更久以前，末次冰期最盛時（約18,000年前），全球海平面下降約130（430英尺），形成大片水源充足的沿海平原，與今日希臘北部沿海地貌截然不同。冰期發生時，包括的米洛斯島在內的希臘島嶼及其重要礦產黑曜岩仍與歐洲大陸相連。9,000年前，愛琴海逐漸出現今日的海岸線，往後3,000年海面不斷上升，最終形成今日的愛琴海樣貌。
隨後在希臘與愛琴海諸島出現的青銅時代古文明，包括克里特島與伯羅奔尼撒半島的邁諾斯文明與邁錫尼文明，總稱為愛琴文明。邁諾斯文明是在西元前3000年至前1450年左右興盛的文明，而後經歷衰退，在前1100年左右消失；它是歐洲第一個先進文明，留下龐大的建築群、工具、藝術品、書寫系統和龐大的貿易網絡。

### 古希臘
西元前8世紀，愛琴海地區進入古風時期。希臘地區出現小型自治社區，以腓尼基字母為基礎，發展出希臘字母。西元前6世紀，雅典、斯巴達、科林斯、底比斯逐漸成為希臘地區的主要城市，前三者都位在愛琴海沿海地區。這四座城邦控制了城市周圍的農村與小鎮，雅典與科林斯更成為海洋與商業大國。西元前8世紀至前7世紀期間，希臘人陸續移民至大希臘地區（即今日義大利半島南部與西西里島）、小亞細亞與更遠的地方建立殖民地。前480年9月20日，雅典率領的希臘城邦聯軍與波斯帝國在愛琴海域爆發關鍵性的薩拉米斯戰役，雅典海軍擊敗波斯艦隊，取得決定性勝利，終結阿契美尼德王朝向西擴張的意圖。

## 經濟

### 交通
愛琴海沿岸有許多港口。希臘雅典的比雷埃夫斯港是希臘主要港口，也是歐洲大型客運港口之一，每年服務超過2,000萬名旅客。比雷埃夫斯港可吞吐140萬個20呎標準貨櫃，在東地中海地區的集裝箱港口中排名第一、在歐洲名列前十。

### 漁業
海鮮是希臘第二大農產品，希臘擁有歐洲最大的捕魚船隊。希臘漁民捕撈的魚種包括：沙丁魚、鯖魚、石斑魚、鯔魚、鱸魚和鯛魚。然而，當地石斑魚和鯛魚面臨過度捕撈、棲息地破壞等問題，導致漁獲量驟減50%。有些物種受到歐盟法律保護，列為受保護或受威脅物種，但仍可在希臘當地餐館或漁市買到，如大江珧蛤、大法螺、歐洲石蜊等。

### 旅遊業

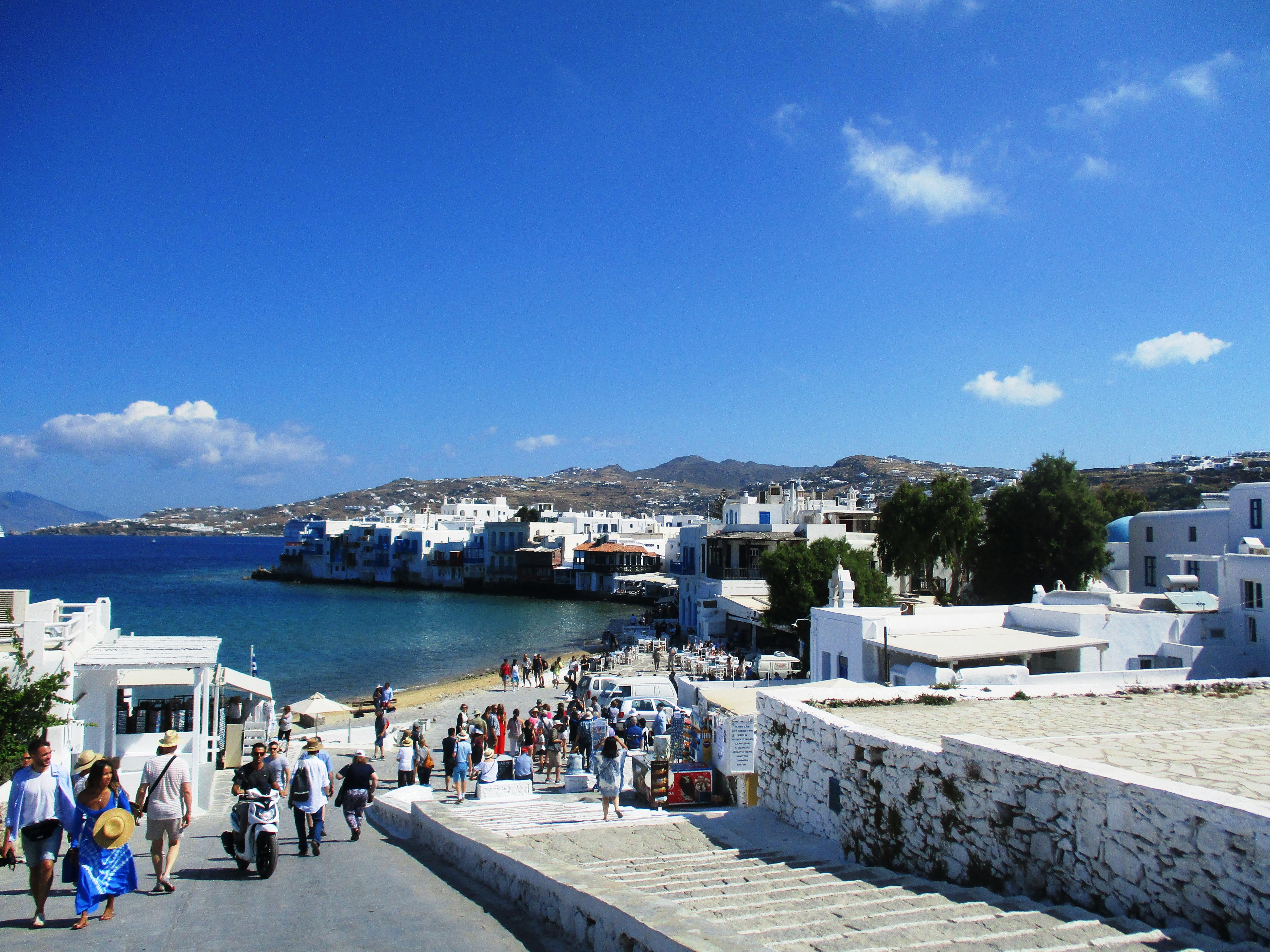
米科諾斯島上的觀光客。米科諾斯島是愛琴海南部基克拉澤斯群島中的一個島嶼。

愛琴海諸島是希臘旅遊業最重要的觀光勝地，群島上有5個聯合國教科文組織認定的世界遺產，包括：帕特莫斯島的神學家聖約翰修道院與啟示錄洞、薩摩斯島的畢達哥利翁與希拉神廟、希俄斯岛的希俄斯新修道院、提洛島與罗得中世纪旧城
希臘是全世界遊客數最多的國家之一，2018年的遊客總數超過3,300萬人次，旅遊產業為希臘貢獻了四分之一的國內生產總值。聖托里尼島、克里特島、列斯伏斯島、提洛島與米科諾斯島都是常見的觀光目的地，估計每年約有200萬遊客造訪聖托里尼島。然而，觀光業也為當地帶來負擔，如基礎設施不足、過度擁擠等問題。另一方面，土耳其也致力於開發度假區、吸引觀光客、發展該國觀光業，並推出沿著里維埃拉航行的「藍色遊船」觀光航線。此外，世界遺產特洛伊古城也位於愛琴海岸，是土耳其的觀光勝地之一。
希臘與土耳其都有參加環境教育基金會的藍旗海灘認證計畫，該基金會審查環境保護狀態、水質、安全與服務標準後，為符合品質標準的海灘或碼頭授予認證。截至2015年，希臘有395座海灘與9個碼頭獲得藍旗海灘認證；土耳其位於南愛琴海域的102座海灘（包括穆拉）也獲得認證，伊茲密爾與艾登也分別有49座與30座海灘獲得認證。

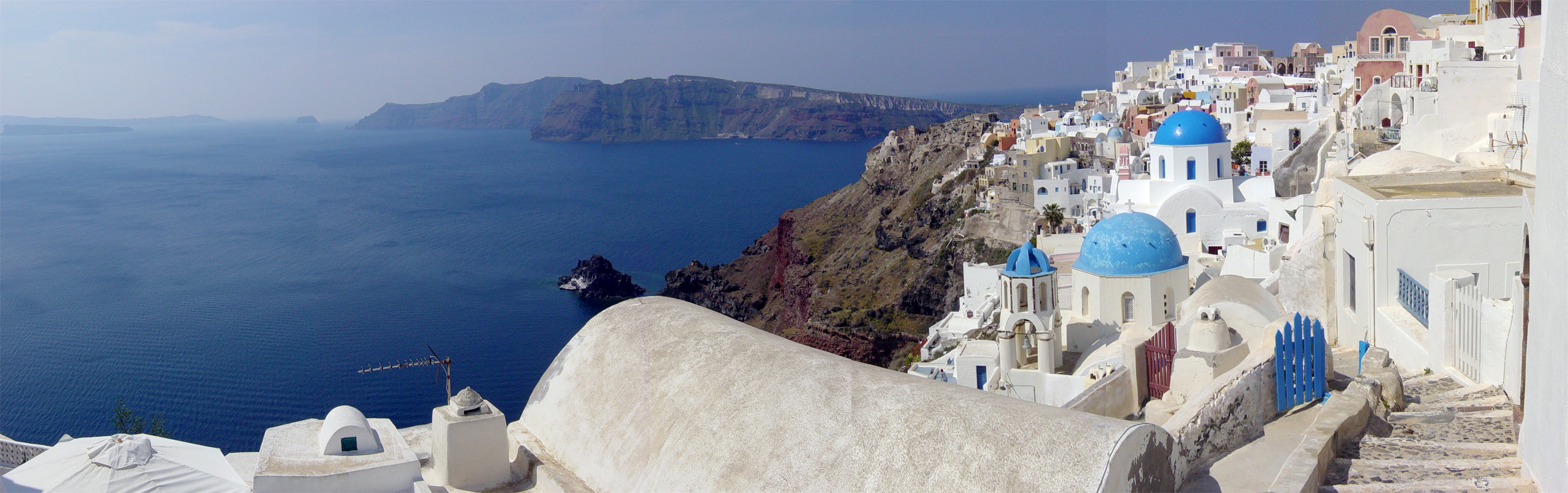
聖托里尼火山口全景照，自伊亞古城拍攝。

## 外部連結
- 维基导游上有關愛琴海的旅行指南